# Club de Gimnasia y Esgrima de Buenos Aires
Club de Gimnasia y Esgrima de Buenos Aires (kratica: G.E.B.A.) je športsko društvo iz argentinskog grada Buenos Airesa.
Društvo ima tri sjedišta:
- Aldao:

- adresa: Bartolomé Mitre 1149 y Tte. Gral. J. D. Perón 1154, Ciudad de Buenos Aires

- uk. površina: 35.000 m2

- natkrivena površina: 35.000 m2
- Newbery:

- adresa: Av. Dorrego 3600 - Ciudad de Buenos Aires

- uk. površina: 55.000 m2

- natkrivena površina: 4.500 m2
- San Martín:

- adresa: Av. Figueroa Alcorta 5575, Ciudad de Buenos Aires

- uk. površina: 139.000 m2

- natkrivena površina: 10.000 m2

## Športski odjeli
Klub ima odjele za aikido, šah, atletiku, košarku, boćanje, bowling, boks, bridž, mačevanje, mačevanje štapom, nogomet, ritmička gimnastika, gimnastika, golf, hathu jogu, hokej na travi, 
džudo, karate, plivanje, umjetničko klizanje, pelotu, ragbi, tekvondo, tenis, odbojku, jogu iyengar i modernu jogu.

## Vanjske poveznice
- Službene stranice  Arhivirana inačica izvorne stranice od 26. studenoga 2009. (Wayback Machine)